# 횡성 중금리 삼층석탑
횡성 중금리 삼층석탑(橫城 中金里 三層石塔)은 대한민국 강원특별자치도 횡성군 갑천면 횡성댐 망향의 동산에 있는, 남북국 시대 신라의 삼층석탑 2기이다. 1971년 12월 16일 강원특별자치도의 유형문화재 제19호로 지정되었다.

## 개요
동서로 서 있는 쌍탑으로, 탑을 품었던 절터는 민가와 경작지로 변하여 탑 이외의 다른 유물은 남아있지 않다.
2층 기단(基壇)위에 3층의 탑신(塔身)을 올린 모습이며, 두 탑이 거의 같은 규모와 양식을 갖추고 있다. 기단에는 기둥모양과 불법을 수호하는 8부신중(八部神衆)을 조각하였고, 탑신의 몸돌에는 기둥모양만 새겨 놓았다. 지붕돌은 밑면의 받침이 5단씩이다. 꼭대기에는 네모난 받침돌위로 둥근 머리장식이 남아 있다.
기단에 장식된 조각수법이나 각 부분의 짜임새로 보아 통일신라시대에 세운 것으로 추정된다.

## 복원
일제강점기에 동탑이 해체되어 반출되다가 무산되었으나, 석재는 유실되고 탑은 붕괴된 채 방치되었다. 1975년 붕괴된 동탑과 도괴 직전의 서탑을 전면 해체 복원하여 제 모습을 찾았다. 갑천면 중금리에서 탑둔지로 불리는 곳의 밭 가운데 동서로 약 8m의 거리를 두고 삼층석탑 2기가 서 있었다. 기록이 남아 있지 않아 정확한 연대를 밝힐 수 없으나 기단면석의 팔부중상과 옥개석 등 각 부분의 조각 수법과 와편들로 미루어 8세기 말에서 9세기 초의 것으로 추정된다. 1985년 횡성댐을 만들면서 원래 자리가 수몰되어 횡성댐 망향의 동산으로 이전되었다.

## 참고 자료
- 횡성 중금리 삼층석탑 - 국가유산청 국가유산포털
- 이 문서에는 다음커뮤니케이션(현 카카오)에서 GFDL 또는 CC-SA 라이선스로 배포한 글로벌 세계대백과사전의 내용을 기초로 작성된 글이 포함되어 있습니다.